# Atheris subocularis
Atheris subocularis este o specie de șerpi din genul Atheris, familia Viperidae, descrisă de Fischer 1888. Conform Catalogue of Life specia Atheris subocularis nu are subspecii cunoscute.